# Büste (Bismark)
Büste ist Ortsteil und Ortschaft der Stadt Bismark (Altmark) im Landkreis Stendal in Sachsen-Anhalt.

## Geographie
Büste, ein Straßendorf mit Kirche, liegt drei Kilometer nördlich der Kleinstadt Bismark (Altmark) auf halbem Wege zwischen Stendal und Salzwedel in der Altmark. Das flachwellige Gebiet um Büste fällt nach Westen und Norden zur Milde und zum Markgraben leicht ab. Westlich des Dorfes beginnt das EU-Vogelschutzgebiet „Milde-Niederung/Altmark“.
Nachbarorte sind Vienau und Mehrin im Nordwesten, Meßdorf im Norden, Dobberkau im Nordosten, Arensberg im Südosten, Bismark (Altmark) im Süden sowie Döllnitz und Poritz im Südwesten.

## Geschichte

### Mittelalter bis Neuzeit

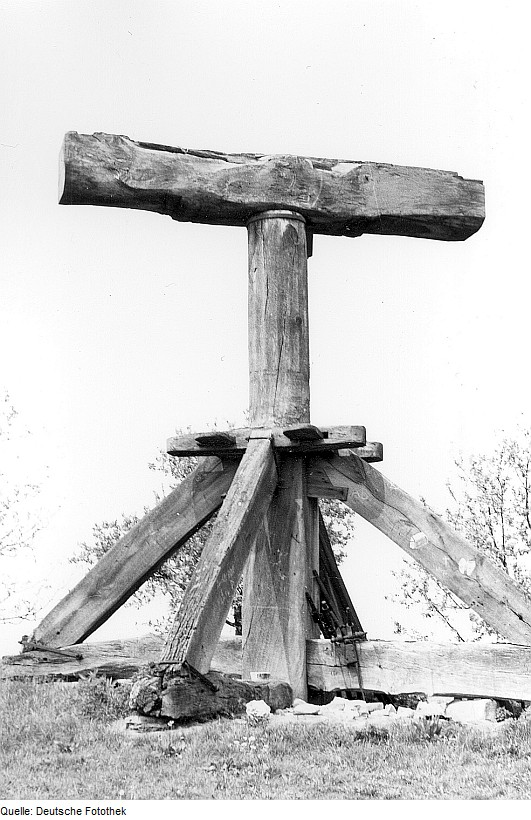
Rest der Bockwindmühle Büste (1974)

Im Jahre 1281 wurde ein Betekino de Buziz als Zeuge in Stendal genannt, als das Dorf Wusterbusch der Stadt Stendal übereignet wurde. Das Dorf soll seit 1301 Stammsitz des Adelsgeschlechts von Beust gewesen sein, da 1301 die Besitzungen eines Hennigo militi, dicti de Buzt in Zuisowe (Schwiesau) und Buzkowe (Wüstung Bukow bei Klötze) dem Kloster Neuendorf geschenkt wurden. 1318 erscheint ein Ebelini de Buest als Zeuge in Tangermünde.
Das Dorf wurde erstmals 1341 als in dem dorpe to bvzt erwähnt, als Henningh und vritze genannt von bvst den Bauern des Dorfes Holzungen und Weiden überließen. Sie kauften 1345 to bvzt weitere Flächen dazu. Im Landbuch der Mark Brandenburg von 1375 wird das Dorf als Bust aufgeführt, es umfasste 27 Hufen. Weitere Nennungen sind 1492 Butzt, 1540 Büst, 1687 Beust und 1804 Büste, ein Dorf mit zwei Gütern und zwei Leinewebern.
Bekmann berichtete im Jahr 1734, dass die Kirche wegen ihres schönen Geläutes berühmt war. Sie hatte 18 Glocken, davon hingen 14 Schellen, jede ein Pfund schwer, im Chorraum der Kirche an einem Balken am Altar. Die übrigen vier hingen im Turm. Zwei davon mussten 1883 zu Kriegszwecken abgegeben werden.
Im Jahr 1816 hatte die Gemeinde, die zu den wohlhabendsten des Kreises Stendal gehörte, die gutsherrlichen Abgaben abgelöst und die von Levetzowschen Rittergüter gekauft und unter den Bauern aufgeteilt. Sie zahlten 44.00 Taler.
1904 brannten im Dorf 17 Gebäude ab, darunter Scheunen mit der Ernte, so dass ein großer Teil der jetzigen Bausubstanz erst danach errichtet worden ist.
Im 20. Jahrhundert hatte der Generalrichter Henning Freiherr von Beust aus Nimritz zusammen mit dem Chronisten des Dorfes eine Chronik erstellt.

### Herkunft des Ortsnamens
Franz Mertens meinte 1956, die Herkunft des Namens sei zweifelhaft. Die Namen 1430 buste, 1540 buest stehen wahrscheinlich für „Siedlung am Birkenfluss“.
Heinrich Sültmann vermutete der Name, 1318 buzst, 1540 buest geschrieben, könnte ein Eigenname sein.

### Archäologie
Ende des 19. Jahrhunderts wurden bei Büste zwei Bronzemesser gefunden und von Ernst Kluge an das heutige Altmärkische Museum in Stendal übergeben. Er datierte sie in die frühere Hallstattzeit (Ha B, 10. bis 9. Jahrhundert v. Chr.).
Zu Beginn des 20. Jahrhunderts wurde ein Grab eines früheisenzeitlichen Gräberfeldes bei Büste beschrieben. Im Leichenbrand einer Urne gefundene Metallbeigaben waren ein Kneifzängchen mit Schieber und ein ziemlich schwerer, gegossener Anhänger, beides aus Bronze. Sie wurden in die Stufe Jastorf C und damit in die Zeit um das Jahr 300 v. Chr. datiert.
Zu Beginn der 1950er Jahre wurde erneut über Funde in Büste berichtet.

### Eingemeindungen
Ursprünglich gehörte das Dorf zum Stendalischen Kreis der Mark Brandenburg in der Altmark. Zwischen 1807 und 1813 lag der Ort im Kanton Bismark im Distrikt Stendal auf dem Territorium des napoleonischen Königreichs Westphalen. Ab 1816 gehörte die Gemeinde zum Landkreis Stendal.
Büste wurde am 25. Juli 1952 dem Kreis Kalbe (Milde) zugeordnet. Mit der Auflösung des Kreises am 1. Januar 1988 kam Büste zum Kreis Gardelegen. Nach dessen Auflösung am 1. Juli 1994 kam die Gemeinde schließlich wie früher zum Landkreis Stendal.
Bis zum 31. Dezember 2009 war Büste eine selbständige Gemeinde.
Der Gemeinderat der Gemeinde Büste beschloss am 18. Juni 2009 die Zustimmung zu einem Gebietsänderungsvertrag, wodurch ihre Gemeinde aufgelöst und Teil einer neuen Einheitsgemeinde mit dem Namen Stadt Bismark (Altmark) wurde. Dieser Vertrag wurde vom Landkreis als unterer Kommunalaufsichtsbehörde genehmigt und trat am 1. Januar 2010 in Kraft.
In der eingeflossenen Gemeinde und nunmehrigen Ortschaft Büste wurde ein Ortschaftsrat mit fünf Mitgliedern einschließlich Ortsbürgermeister gebildet.

### Einwohnerentwicklung

#### Dorf und Gut
| Jahr       | 1734 | 1772 | 1790 | 1798 |
| Dorf Büste | 268  | 267  | 285  | 310  |
| Gut Büste  |      |      | 066  | 026  |

#### Gemeinde
| Jahr | Einwohner |
| ---- | --------- |
| 1801 | 366       |
| 1818 | 347       |
| 1840 | 437       |
| 1864 | 471       |
| 1871 | 445       |
| 1885 | 485       |
| 1892 | [00]448   |
| 1895 | 463       |
| 1900 | [00]472   |

| Jahr | Einwohner |
| ---- | --------- |
| 1905 | 459       |
| 1910 | [00]435   |
| 1925 | 454       |
| 1939 | 404       |
| 1946 | 651       |
| 1964 | 498       |
| 1971 | 453       |
| 1981 | [00]419   |
| 1985 | [00]403   |

| Jahr | Einwohner |
| ---- | --------- |
| 1990 | [00]389   |
| 1993 | 396       |
| 1995 | [00]389   |
| 1998 | [00]407   |
| 2000 | [00]415   |
| 2002 | [00]407   |
| 2006 | [00]369   |
| 2008 | [00]347   |
| 2009 | [00]366   |

Quelle, wenn nicht angegeben, bis 1993:

#### Ortsteil
| Jahr | Einwohner |
| ---- | --------- |
| 2018 | [00]299   |
| 2020 | [00]295   |
| 2021 | [00]298   |
| 2022 | [0]291    |
| 2023 | [0]281    |

## Religion
- Die evangelische Kirchengemeinde Büste, die früher zur Pfarrei Büste bei Bismark gehörte,[30] wird heute betreut vom Pfarrbereich Bismark im Kirchenkreis Stendal im Bischofssprengel Magdeburg der Evangelischen Kirche in Mitteldeutschland.[31]
- Die ältesten überlieferten Kirchenbücher für Büste stammen aus dem Jahre 1679.[32]
- Die katholischen Christen gehören zur Pfarrei St. Anna in Stendal im Dekanat Stendal im Bistum Magdeburg.[33]

## Politik

### Ortsbürgermeister
Ortsbürgermeisterin der Ortschaft Büste ist seit 2019 Jacqueline Hackler-Altrock.
Die letzte Bürgermeisterin der Gemeinde Büste war Petra Löber.

### Ortschaftsrat
Bei der Ortschaftsratswahl am 9. Juni 2024 stellte sich die Unabhängige Wählergemeinschaft Büste zur Wahl. Sie konnte alle 5 Sitze erringen, einen mehr als im Jahre 2019.
Gewählt wurden zwei Ortschaftsrätinnen und drei Räte. Von 243 Wahlberechtigten hatten 177 ihre Stimme abgegeben, die Wahlbeteiligung betrug damit 72,84 Prozent.

### Wappen
Blasonierung: „Gespalten. Vorn in Grün ein silberner Wellenbalken, der oben begleitet wird von einem silbernen goldbewehrten Rinderkopf und unten von einem zweiblättrigen Eichenzweig mit goldener Frucht. Hinten viermal geteilt mit vier halben Spitzen von Rot und Silber.“

## Kultur und Sehenswürdigkeiten
- Die evangelische Dorfkirche Büste, ein Feldsteinbau mit Westquerturm aus der ersten Hälfte des 13. Jahrhunderts, wurde 1829 und 1914 restauriert.[37] Eine Glocke aus dem Jahr 1755 stammt von Glockengießer Ziegner aus Magdeburg.[18]
- Die Kirche steht auf dem Ortsfriedhof, der mit einer Feldsteinmauer umgeben ist.
- Das Dorf ist bekannt für seine zahlreichen Storchenhorste.[16]
- In Büste steht ein Denkmal für die Gefallenen des Ersten Weltkrieges, eine Stele gekrönt von einem Eisernen Kreuz, mit später beigestellter Gedenktafel für alle Kriegsopfer.[38]
- Im Südwesten des Dorfes, am Sportplatz, gibt es eine Parkanlage mit einem 1927 errichteten Hindenburgdenkmal.[27]
- Im Dorf steht ein Gedenkstein mit der Inschrift „Büste buest öuzst seit 1150“.[14]

### Verkehrsanbindung
Durch Büste führt die Landstraße L 15 von Bismark (Altmark) über Meßdorf nach Osterburg (Altmark). Der nächste Bahnhof befindet sich in der drei Kilometer entfernten Nachbardorf Meßdorf (Bahnstrecke Stendal–Uelzen).
Es verkehren Linienbusse und Rufbusse von stendalbus.